# 柳生宗在
柳生 宗在（やぎゅう むねあり、承応3年（1654年） - 元禄2年4月13日（1689年5月31日））は、大和柳生藩の第4代藩主。
第3代藩主・柳生宗冬の次男。母は京極高通の娘。正室は五条為庸の娘。子に九鬼隆久（長男）。官位は従五位下、対馬守。
延宝3年（1675年）兄の宗春が早世したため、同年閏4月6日に世子となる。同年9月に父が死去したため、同年11月26日に家督を継いだ。日光祭礼奉行、剣術指南役、日光山法会の火番などを務めた。元禄2年（1689年）4月13日、36歳で死去し、跡を養嗣子の俊方（兄・宗春の長男）が継いだ。

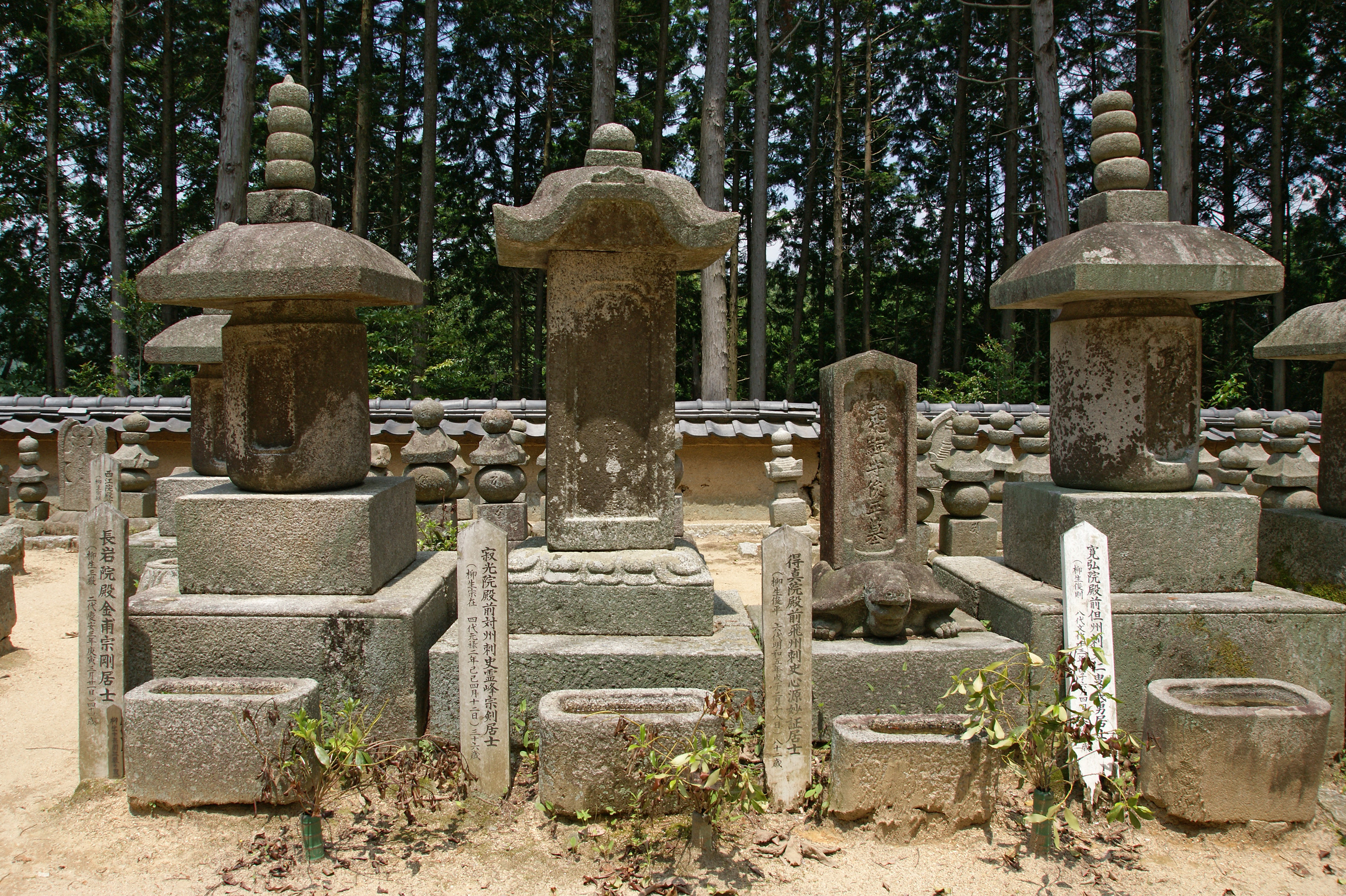
芳徳寺境内にある柳生一族の墓所。中央が宗在の墓

法号は寂光院。墓所は東京都練馬区桜台の広徳寺と奈良県奈良市柳生町の芳徳寺。